# Кальників
Кальників (пол. Kalników) — село в Польщі, у гміні Стубно Перемишльського повіту Підкарпатського воєводства.
Населення — 1171 особа (2011).

## Розташування
Розміщене недалеко від кордону з Україною. Село розташоване за 4 км північний схід від Стібно, за 23 км на північний схід від Перемишля та 73 км на схід від Ряшева.

## Історія
Перша згадка про село датується 1378 роком, коли згадується церква Успіння Богородиці в селі.
У 1880 р. село належало до Мостиського повіту Королівства Галичини та Володимирії Австро-Угорської імперії, у селі було 1287 жителів, з них більшість греко-католиків, крім 100 римо-католиків. Місцева греко-католицька парафія належала до Яворівського деканату Перемишльської єпархії.
У 1939 році в селі проживало 2060 мешканців, з них 1840 українців-грекокатоликів, 90 українців-римокатоликів, 90 поляків і 40 євреїв. Село входило до ґміни Малнув Мостиського повіту Львівського воєводства. Греко-католицька парафія належала до Краковецького деканату Перемишльської єпархії.
Наприкінці вересня 1939 р. село зайняла Червона армія. 27.11.1939 постановою Президії Верховної Ради УРСР село у складі повіту включене до новоутвореної Дрогобицької області, а 17 січня 1940 року — до Мостиського району. В червні 1941, з початком Радянсько-німецької війни, село було окуповане німцями. В липні 1944 року радянські війська оволоділи селом, а в березні 1945 року село зі складу Дрогобицької області передано Польщі. Кільканадцять родин українців добровільно-примусово виселили в СРСР. Кількадесят українців у 1947 р. депортовано на понімецькі землі. Решту українців від депортації врятував місцевий ксьондз, який видав їм римо-католицькі метрики.
У 1975-1998 роках село належало до Перемишльського воєводства.

## Церква

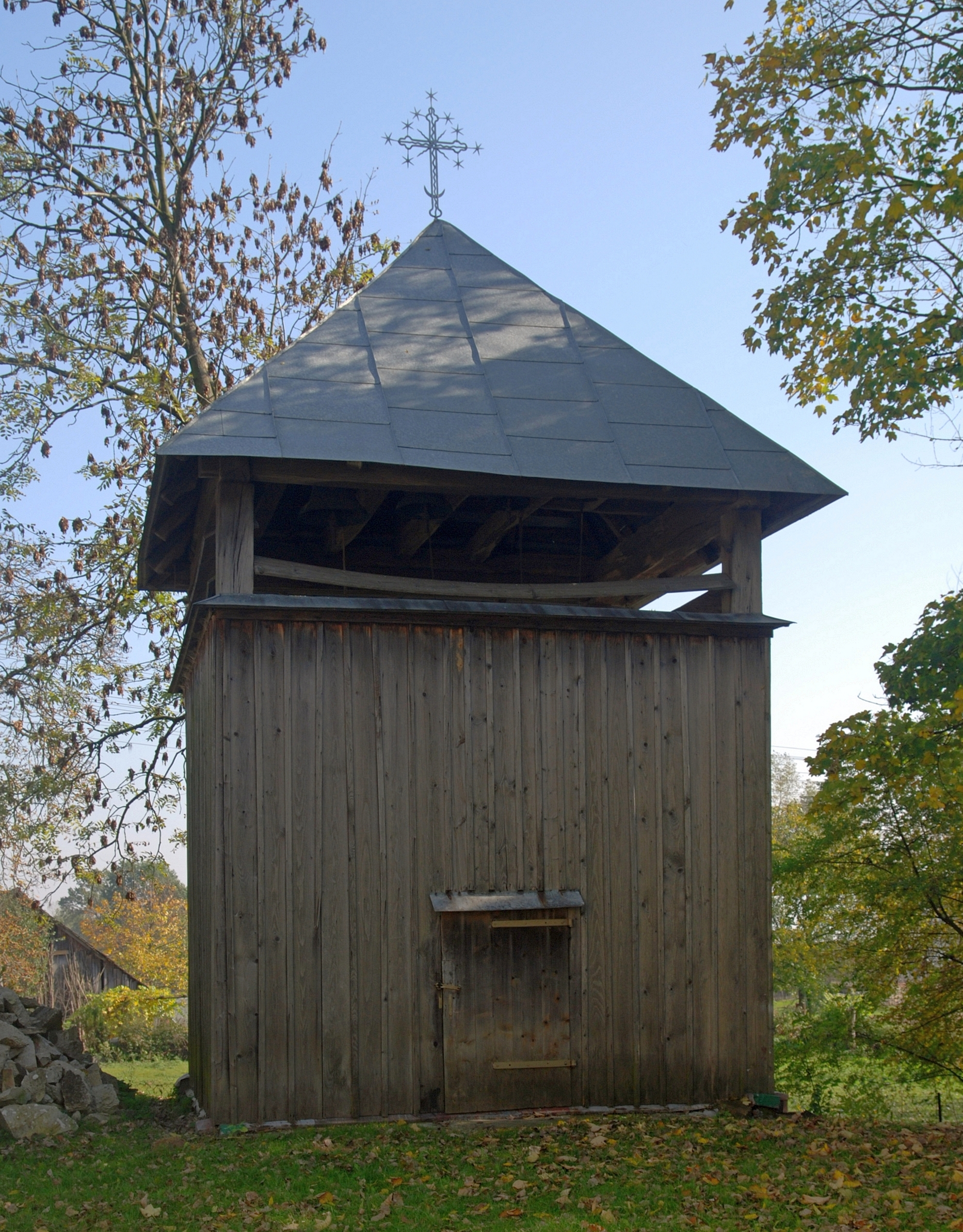
Дзвіниця

Вперше церква Успіння Богородиці в селі згадується в 1378 р.
У 1882 р. збудували муровану церкву з дерев’яною дзвіницею поруч (дзвіниця збереглася досі).
Нинішня мурована церква Успіння Пресвятої Богородиці зведена в 1920 р. З 1947 р. до 1958 р. церква не використовувалась, поки не була передана Польській православній церкві.

## Сучасність

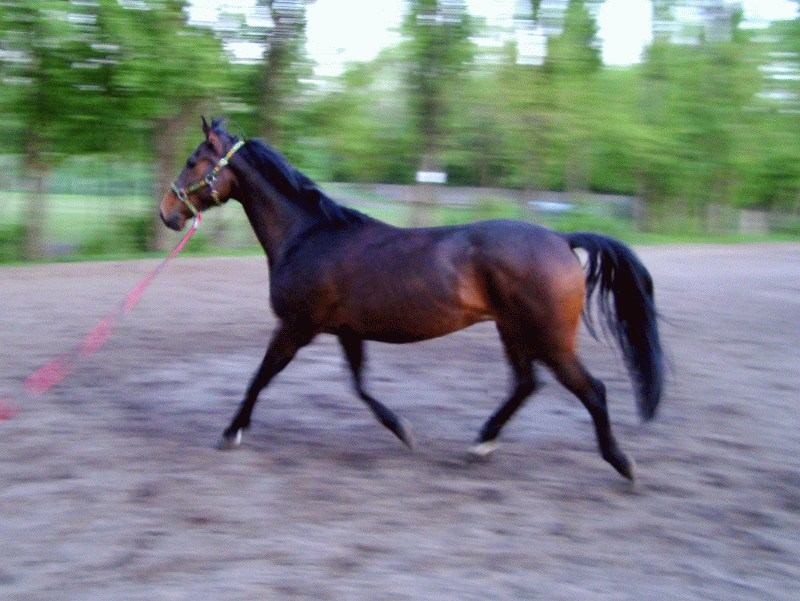
Малопольський кінь

Приблизно третина жителів є православними, трохи менше греко-католиків. Тут є одна з найбільших громад українців у Польщі. Місцевий осередок Об'єднання українців у Польщі є найчисленнішим у країні. В кальниківській школі викладається українська мова. Періодично відбуваються свята фольклору.
Росте найбільший у Польщі ясен заввишки 29 м, обвід пня становить 756 см.
Кальників славиться розведенням коней малопольської породи.

## Демографія
Демографічна структура станом на 31 березня 2011 року:
|          | Загалом | Допрацездатний вік | Працездатний вік | Постпрацездатний вік |
| -------- | ------- | ------------------ | ---------------- | -------------------- |
| Чоловіки | 571     | 126                | 374              | 71                   |
| Жінки    | 600     | 142                | 309              | 149                  |
| Разом    | 1171    | 268                | 683              | 220                  |